# 江泽民在上海（1985-1989）
《江泽民在上海（1985-1989）》是一本2011年在中国大陆出版的书籍，全书约25万字，分为历史情结、为民情怀、城市发展、改革开放、领导全局5个部分，叙述了中国共产党第三代领导核心、原总书记江泽民，在从1985年7月—1989年6月之间，先后任职上海市市长和中共上海市委书记的经历，以及江泽民对上海的发展的贡献。同时，该书也以部分篇幅叙述了江泽民早年在上海求学与任职的经历。